# Marah oregana
Il cocomero selvatico dell'Oregon (Marah oregana (Torr. ex S.Wats.) T.J. Howell) è una specie di pianta appartenente alla famiglia Cucurbitaceae.

## Caratteristiche
Marah oregana ha fusto strisciante e grandi foglie aceriformi con una sottile peluria ispida sulla superficie. I frutti sono eduli, di consistenza compatta e di sapore dolciastro, ed hanno fruttato alla pianta i nomi comuni di patata americana o  patata dolce, parimenti a quelli usati più correttamente per Ipomoea batatas.

## Distribuzione
La pianta è maggiormente diffusa nella costa occidentale degli Stati Uniti, principalmente in California, Oregon e Washington, fino alla Columbia Britannica, la provincia canadese che si affaccia sull'oceano Pacifico.

## Galleria d'immagini

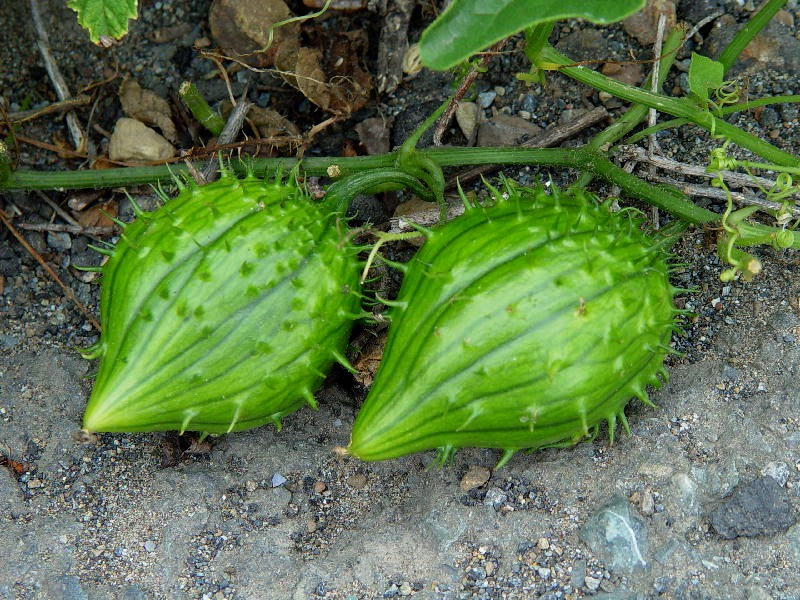
Frutti
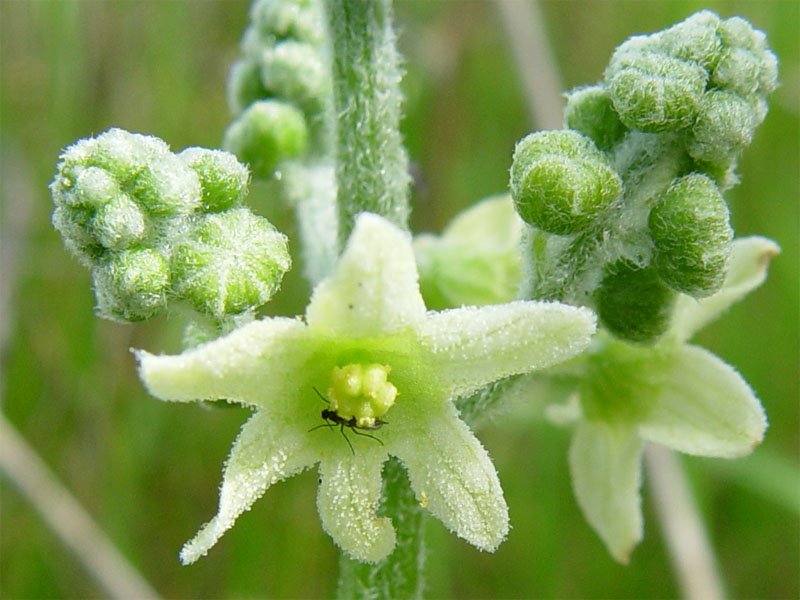
Fiore

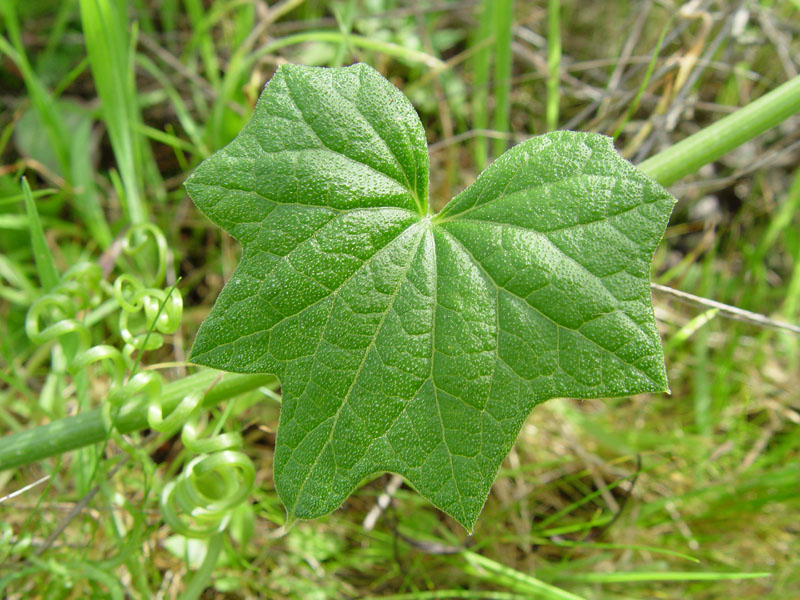
Foglia
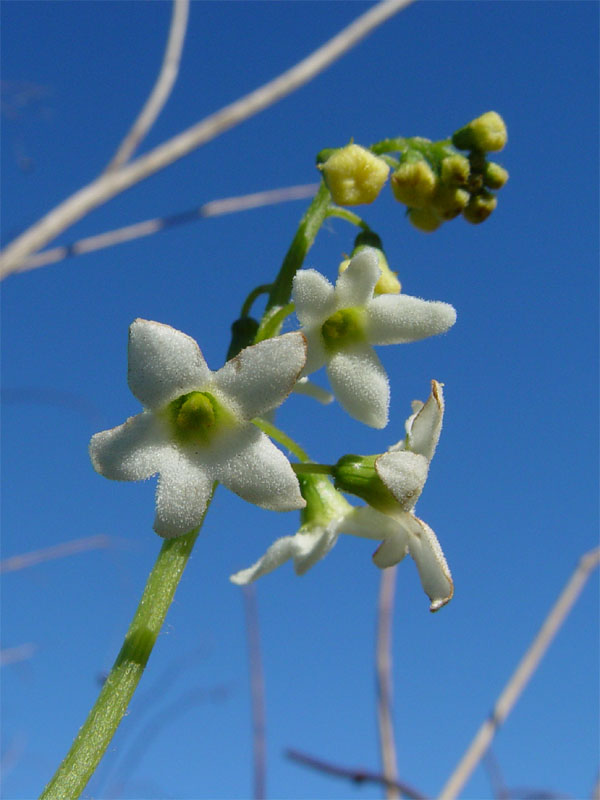
Infiorescenza